# Sebastian Frimmel
Sebastian Frimmel (født 18. december 1995) er en østrigsk håndboldspiller for OTP Bank-Pick Szeged og det østrigske landshold.
Han deltog ved EM i håndbold for mænd i 2018.